# シンプレックス (企業)
株式会社シンプレックスは、神奈川県相模原市緑区に本社を置くソフトウェア開発会社である。

## 概要・沿革
西野秀毅が1989年に創業した。1995年、同社の看板製品となる数式作成・計算ソフト「カルキング」を発売。以後、バージョンアップを重ねるごとに人気を高め、カルキングは数式作成・計算ソフトの代名詞的存在となった。

## 主要な製品
- カルキング（数式作成・計算ソフト）